# Drop the World
"Drop the World" er en single af de amerikanske rappere Lil' Wayne og Eminem. Singlen er tredje udspil fra Lil' Waynes syvende studiealbum Rebirth.

## Hitlister
| Chart (2010)         | Peak position |
| -------------------- | ------------- |
| Irland               | 24            |
| Irland               | 43            |
| Storbritannien       | 51            |
| UK R&B Chart         | 19            |
| US Billboard Hot 100 | 18            |